# Ulica Józefa Lompy w Katowicach
Ulica Józefa Lompy w Katowicach − jedna z ulic w katowickim Śródmieściu.
Ulica rozpoczyna swój bieg od ulicy Wojewódzkiej, krzyżuje się z ulicą Henryka Dąbrowskiego i ulicą Jagiellońską obok placu Bolesława Chrobrego z pomnikiem Józefa Piłsudskiego. Następnie biegnie obok gmachu Sejmu Śląskiego i placu Sejmu Śląskiego z pomnikiem Wojciecha Korfantego, krzyżuje się z ulicą J. Ligonia i ulicą Powstańców. Kończy swój bieg przy budynku Komendy Wojewódzkiej i Rejonowej Policji oraz autostrady A4.
Przy ulicy Józefa Lompy znajdują się następujące historyczne obiekty:
- zabytkowy budynek biurowy (ul. J. Lompy 1)[2];
- narożna kamienica mieszkalna (ul. J. Lompy 2)[2];
- narożna kamienica mieszkalna (ul. J. Lompy 7, ul. Henryka Dąbrowskiego 19)[2];
- kamienica mieszkalna (ul. J. Lompy 9)[2];
- gmach Syndykatu Polskich Hut Żelaznych (ul. J. Lompy 14); wzniesiony według projektu Tadeusza Michejdy i Lucjana Sikorskiego[3] w 1928[2], wybudowany w stylu "nowoczesnego klasycyzmu" z tynkami mineralnymi; w latach po II wojnie światowej mieściła się w nim Centrala Zaopatrzenia Hutnictwa, obecnie siedziby mają tu jej następca, Grupa CZH S.A, wydziały katowickiego Sądu Rejonowego oraz Sądu Okręgowego; w dwudziestoleciu międzywojennym pod numerem 14 swoją siedzibę miała ambasada Finlandii[4];
- gmach Zespół Wojewódzkich Przychodni Specjalistycznych (ul. J. Lompy 16), wzniesiony w latach trzydziestych XX wieku w stylu funkcjonalizmu z elementami art déco[2];
- blok mieszkalny (ul. J. Lompy 18, 20, 22), wzniesiony w latach dwudziestych XX wieku w stylu późnego modernizmu z elementami neoklasycyzmu/funkcjonalzmu[2].

Przy ulicy swoją siedzibę mają: delegatura Agencji Bezpieczeństwa Wewnętrznego, Zespół Wojewódzkich Przychodni Specjalistycznych w Katowicach, Hutnicza Izba Przemysłowo-Handlowa, Komenda Miejska Policji, Komenda Wojewódzka Policji, Szkoła Podstawowa nr 37, Sąd Rejonowy Katowice−Wschód.
W rejonie wokół ulic Juliusza Ligonia, Wojewódzkiej i Józefa Lompy w latach 1924−1929 za 1 m² trzeba było zapłacić od 30 do 40 złotych, w latach 1934−1939 od 200 do 220 złotych.
Ulicą Józefa Lompy kursują linie autobusowe ZTM. Pod numerem 19 znajduje się siedziba Policyjnego Klubu Sportowego Katowice.
W okresie Rzeszy Niemieckiej (do 1922) i w latach niemieckiej okupacji Polski (1939−1945) ulica nosiła nazwę Schenkendorffstraße.